# Блески
Блеск или бле́ски (калька с нем. glanz и англ. glance), иногда также гля́нцы (устар. прямым переносом из нем. glanz), бле́нды (устар. из нем. blenden, слепить) или галено́иды (устар., от галенит, свинцовый блеск) — устаревшее или частично устаревшее собирательное название для морфологической группы минералов, включающей более чем три десятка наименований, в основном, из группы сульфидов и близких к ним соединений. Согласно определению, разности блесков имеют зеркально-серый или «неокрашенный» металлический блеск с показателями преломления выше 3, а иногда и металлоподобный (металлоидный) вид. В отличие от родственных колчеданов или обманок, блески не считаются «цветными», поскольку по определению не имеют желтоватых или красноватых «медных» оттенков, хотя примеси зачастую могут придавать отдельным разностям именно такие оттенки цвета.

## История
Парадоксальным образом, даже в XVII—XIX веках, в те времена, когда блески или колчеданы относились к общепризнанным научным терминам, минералоги относились к ним без должной категориальной строгости, понимая их сугубо расширительно как суммирующую морфологическую группу, объединённую по внешним признакам.
К примеру, один из самых известных и распространённых блесков (железный) представляет собой не сульфид, а оксид железа. Также и теллуровый (теллуристый) блеск не представляет собой сернистого соединения.:92
Морфологические группы блесков, колчеданов и обманок особенно сильно разрослись по количеству минералов в первой половине XIX века и, по мере открытия новых минералов и лучшего изучения старых, служили в качестве наглядной минералогической проверки гипотезы Берцелиуса о химической структуре этих групп.:350
С постепенным развитием неорганической химии и эволюцией представлений о строении минералов, группа блесков мало-помалу утратила своё первоначальное значение, хотя прежние названия минералов, превратившись в тривиальные или метафорические (обладающие привлекательностью зрительного образа) на долгое время остались в речевом обиходе специалистов разных профессий: геологов-поисковиков, рудокопов, ремесленников, любителей, коллекционеров, ювелиров и торговцев минералами. Многие из этих названий актуальны до сих пор в качестве синонимических или дополнительных.

## Характеристика группы
В группу блесков входят некоторые сульфиды тяжёлых и переходных металлов, хотя такое положение существовало далеко не всегда. Самые известные минералы группы блесков своим внешним обликом сразу же дают о ней примерное представление. К таковым относятся: свинцовый блеск (галенит), медный (халькозин), сурьмяный (антимонит), молибденовый (молибденит), а также кобальтовый (кобальтин), серебряный (стефанит) и некоторые другие.:82 Все перечисленные минералы имеют металлический блеск, тёмный цвет и такую же черту, невысокую твёрдость (от 1 до 3 по шкале Мооса, редко выше). Кроме того, они привлекают внимание своей повышенной теплопроводностью (ощутимо холодят руку).:408
В качестве аниона все они содержат сульфидную серу (S2−), иногда с примесью аналогичных соединений мышьяка или сурьмы. Большинство минералов типа сульфидов характеризуются высоким показателем отражения (в пределах 50—35 %) и в отражённом свете под микроскопом, за небольшим исключением, имеют белые или серые цвета.:195 В большинстве блески являются рудными минералами, из них в промышленных масштабах выделяют титульные металлы, входящие в их состав (в частности, медь, свинец, молибден, сурьму и другие, согласно химическому составу конкретного минерала).
В XVI—XVIII веках группа блесков носила утилитарный и, отчасти, хаотический характер. Сформированная на основании, прежде всего, внешнего вида известных в Европе руд, она включала в себе многие блестящие металловидные минералы, которые горняки и рудокопы традиционно называли таким словом (блеск или нем. glanz). Что же касается знаний об их химическом составе, то они, в полном соответствии со своим временем, были крайне поверхностны и не могли прояснить важнейших структурных деталей строения минералов. Как результат, вместе в одну группу были сведены вещества, имевшие наглядную общность по двум или трём основным критериям:
1. бросающийся в глаза металлический (металлоидный) внешний вид, с характерным металлическим блеском;
2. тяжёлые, дающие цветную черту, на воздухе более или менее быстро тускнеющие или разлагающиеся;
3. легко выделяющие содержащийся в них металл и потому традиционно служащие рудами.

В полном соответствии с обозначенными выше свойствами, многие минералы уже в XVI—XVIII веках получили особые групповые названия у минералогов. Так, уже в начале XVIII века они были прочно соединены в наглядные и узнаваемые группы блесков, колчеданов и т. д.:10—11
Важнейшую роль в толковании и упорядочении группы минералов-сульфидов сыграл Йенс Берцелиус. В своём химико-минералогическом исследовании 1843 года он выдвинул гипотезу, что сера, являясь, подобно кислороду, электроотрицательным элементом, способна образовывать с электроположительными элементами сульфооснования, а с электроотрицательными — сульфиды (подобные ангидридам). Сернистые основания, сульфооснования, соединяясь с сульфидами, дают сульфосоли, которые по химической формуле подобны таким кислородным солям, в которых кислородный атом замещён серой. Аналогично сере, той же самой способностью замещать кислород во всех подобного рода веществах обладают также селен и, в меньшей степени, теллур. В результате Берцелиус объединил четыре элемента, будущую группу халькогенов (О, S, Se и Те), как corpora amphogenia, т. е. тела, способные, соединяясь с металлами, придавать их соединениям характер оснований и кислотных окислов.:10
Основываясь на этих предположениях, Берцелиус образовал аналогичную кислородным соединениям отдельную группу сернистых минералов, в основном, рудных. Эти вещества давно уже были эмпирически объединены на основании внешних физических признаков, без какого-либо отношения к их структуре или химической формуле. Среди выделенной группы минералов Берцелиус установил сульфобазы, сульфиды, сульфосоли, селенобазы и аналогичные теллуристые соединения. То, что теория Берцелиуса в общих чертах совпала с традиционной классификацией минералогов, казалось, указывало, что выделение этих минералов в одну или в несколько близких групп было сделано, в общем, правильно.:11

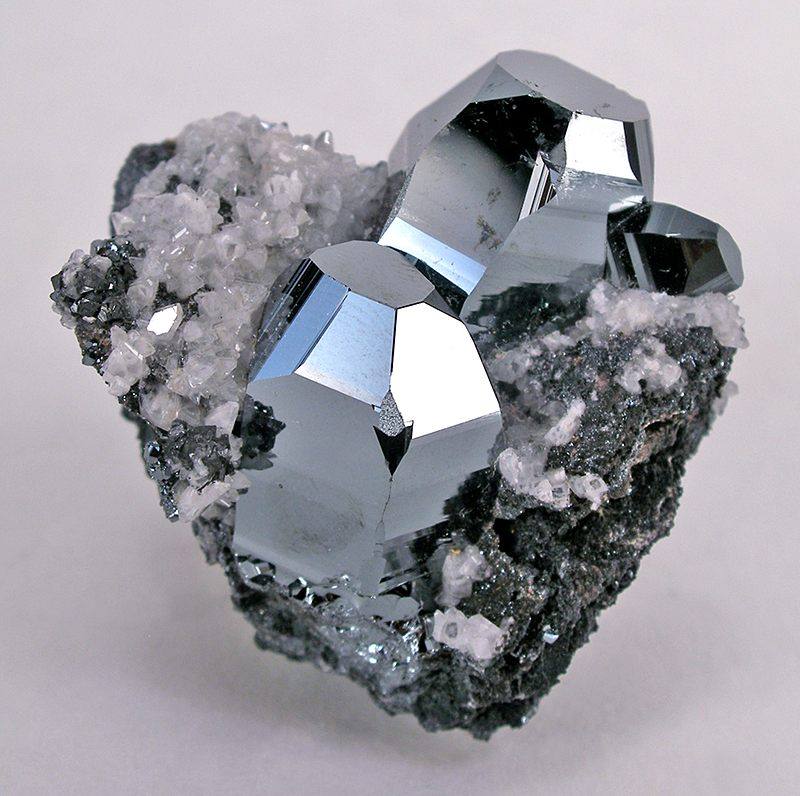
Железный блеск

Химическая теория строения сульфидов Берцелиуса в общих чертах подтвердила прежнее деление руд на блески, колчеданы и близкие к ним группы, хотя и заставила внести несколько существенных поправок. И прежде всего, пришлось удалить из состава группы несколько несульфидных блесков и обманок, точнее говоря, кислородных минералов, внесенных сюда по внешним признакам. Прежде всего, таковым оказался едва ли не самый известный из них, железный блеск, имеющий формулу Fe2О3. Одновременно появилась необходимость присоединить к этим телам прежде стоявшую обособленно группу минералов, уже и раньше бывшую предметом раздора минералогов-эмпириков. Речь идёт о так называемой группе обманок, которые не были похожи ни на блески, ни на колчеданы: блеск их не вполне металлический, вес не так тяжёл, черта иногда не цветная, металл зачастую выделяется с трудом.:11
В первой трети XX века группы минералов, объединённые по внешним признакам, окончательно утратили свою актуальность. Тем не менее, многие традиционные названия остались удержаны за старыми рудами и сохранили свою актуальность, прежде всего, за пределами собственно научной минералогии, — в промышленной и экономической практике, а также в литературном языке. Подобное явление имело очевидные психологические корни. В частности, свойство металлического блеска на поверхности свежего излома настолько ярко бросается в глаза и в высшей степени характерно для целого ряда важнейших в практическом отношении рудных минералов, что многие из последних надолго сохранили (а в немецком языке и до сих пор называются) по этому признаку. И до сих пор можно встретить халькозин, антимонит или гематит под старыми русскими названиями: медный, сурьмяный или железный блеск.

## Общие свойства
Металлический блеск у минералов группы напоминает блеск поверхности свежего излома металлов. Он хорошо виден на неокисленной поверхности образца. Минералы, обладающие металлическим блеском, непрозрачны и более тяжелы по сравнению с минералами, имеющими неметаллический блеск.:3—4 Между тем, являясь типичными представителями класса сульфидов со всеми их химическими особенностями, большинство минералов группы блесков склонно к быстрому окислению и сохраняет зеркальный или металлический блеск излома относительно недолгое время. Последнее обстоятельство особенно важно учитывать при определении минералов из группы блесков и колчеданов.
Остальные общие свойства блесков в целом соответствуют той внешней характеристике, которая была им дана ещё эмпирической минералогией XVII—XVIII веков. Это — тяжёлые (плотные) минералы, дающие цветную черту, на воздухе более или менее быстро тускнеющие или разлагающиеся. Блески легко выделяют содержащийся в них металл и потому традиционно находятся в числе самых известных металлических руд, а также служат источником входящего в них мышьяка, сурьмы, селена или теллура.

## Самые известные разновидности
Общее число минералов, известных под названием блесков, составляет несколько десятков, включая так называемые смешанные, соединяющие в себе два или несколько металлов. Однако к числу самых известных, распространённых и важных в рудном отношении блесков относятся так называемые «чистые» минералы, в которых содержание основного металла значительно превышает примеси.
- Авантюриновый блеск (англ. avanturine glance) — кислый плагиоклаз.
- Аксотомический сурьмяный блеск (англ. axotomous antimony glance) — бурнонит или джемсонит.
- Висмутовый блеск (англ. bismuth glance) — висмутин.
- Висмуто-мышьяковый блеск (нем. wismutarsenglanz) — арсеноламприт.
- Гибкий серебряный блеск (нем. schmiegsamsilberglanz) — штернбергит.
- Графический блеск (англ. graphic glance) — сильванит.
- Дистомовый блеск (нем. dystomglanz) — бурнонит.
- Евгеновый блеск (нем. eugenglanz) — пирсеит.
- Железный блеск (англ. iron-glance) — гематит.
- Железо-сурьмяный блеск (англ. iron-stibium glance) — бертьерит.
- Игольчатый висмутовый блеск (англ. acicular bismuth glance) — айкинит.
- Кобальтовый блеск (англ. cobalt glance) — кобальтин.
- Марганцевый блеск (англ. manganese glance) — алабандин.
- Медно-висмутовый блеск (нем. kupferbismuthglanz) — эмплектит.
- Медный блеск (англ. copper glance) — халькозин.
- Медно-серебряный блеск (англ. copper-silver glance) — штромейерит.
- Медно-сурьмяный блеск (англ. copper-stibium glance) — халькостибит.
- Молибденовый блеск (англ. molybden-glance) — молибденит.
- Мышьяковый блеск (англ. arsenicglance) — арсеноламприт.
- Мышьяково-никелевый блеск или никелево-мышьяковый блеск (нем. arsennickelglanz) — герсдорфит.
- Никелевый блеск (англ. nickel glance) — герсдорфит или ульманнит.
- Никелево-сурьмяный блеск (нем. nickelantimonglanz) — ульманнит.
- Оловянно-медный блеск (нем. zinnkupferglanz) — станнин.
- Письменный блеск (нем. schriftglanz) — сильванит.
- Плисовый блеск (нем. plusinglanz) — аргиродит.
- Ртутный блеск (нем. merkurglanz) — селенистый метациннабарит (селенистая киноварь).
- Свинцовый блеск (англ. lead glance) — галенит.
- Серебряный блеск (англ. silver glance) — акантит или аргентит.[13]
- Серебряный чёрный блеск (англ. silver black glance) — стефанит.
- Сурьмяный блеск (англ. antimony glance) — антимонит (синоним: стибнит).
- Теллуровый блеск (англ. tellurium glance) — нагиагит.
- Теллуристый серебряный блеск (нем. telluriumsilberglanz, tellursilberglanz) — гессит или сильванит.
- Теллуровисмутовый блеск (англ. telluro-bismuth glance) — тетрадимит.
- Халибиновый блеск (нем. chalybinglanz) — джемсонит.
- Чешуйчатый блеск (нем. schappenglanz) — франкеит.
- Эвтомовый блеск (нем. eutomglanz) — молибденит.

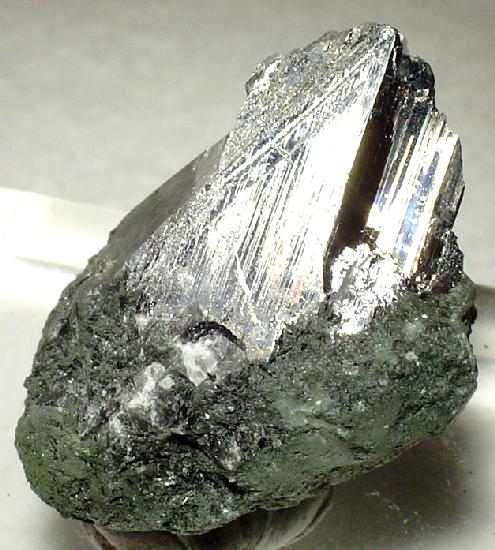
Висмутовый блеск
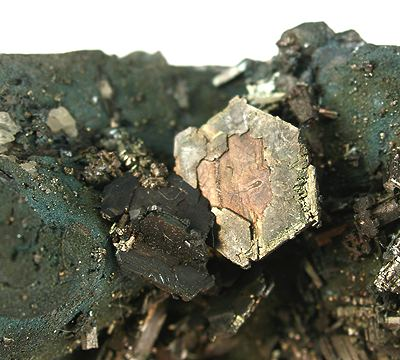
Медный блеск
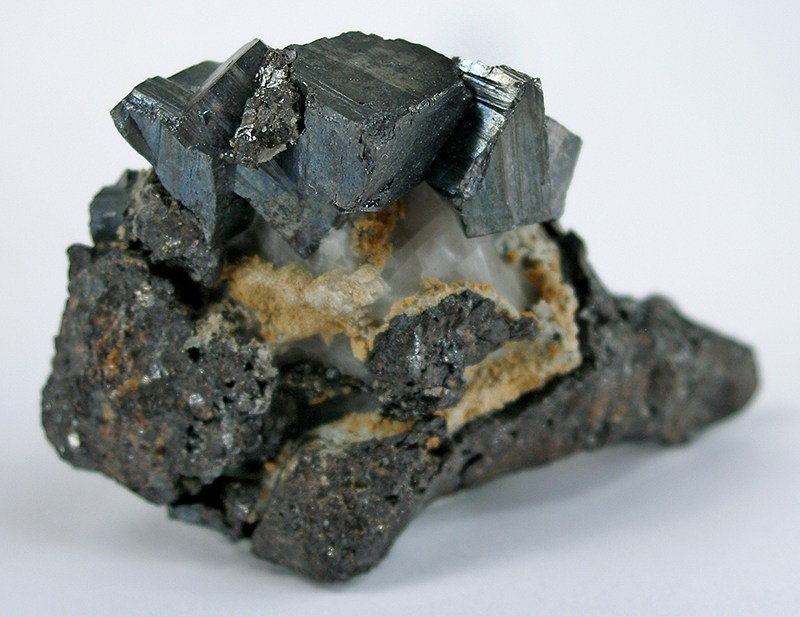
Никелевый блеск
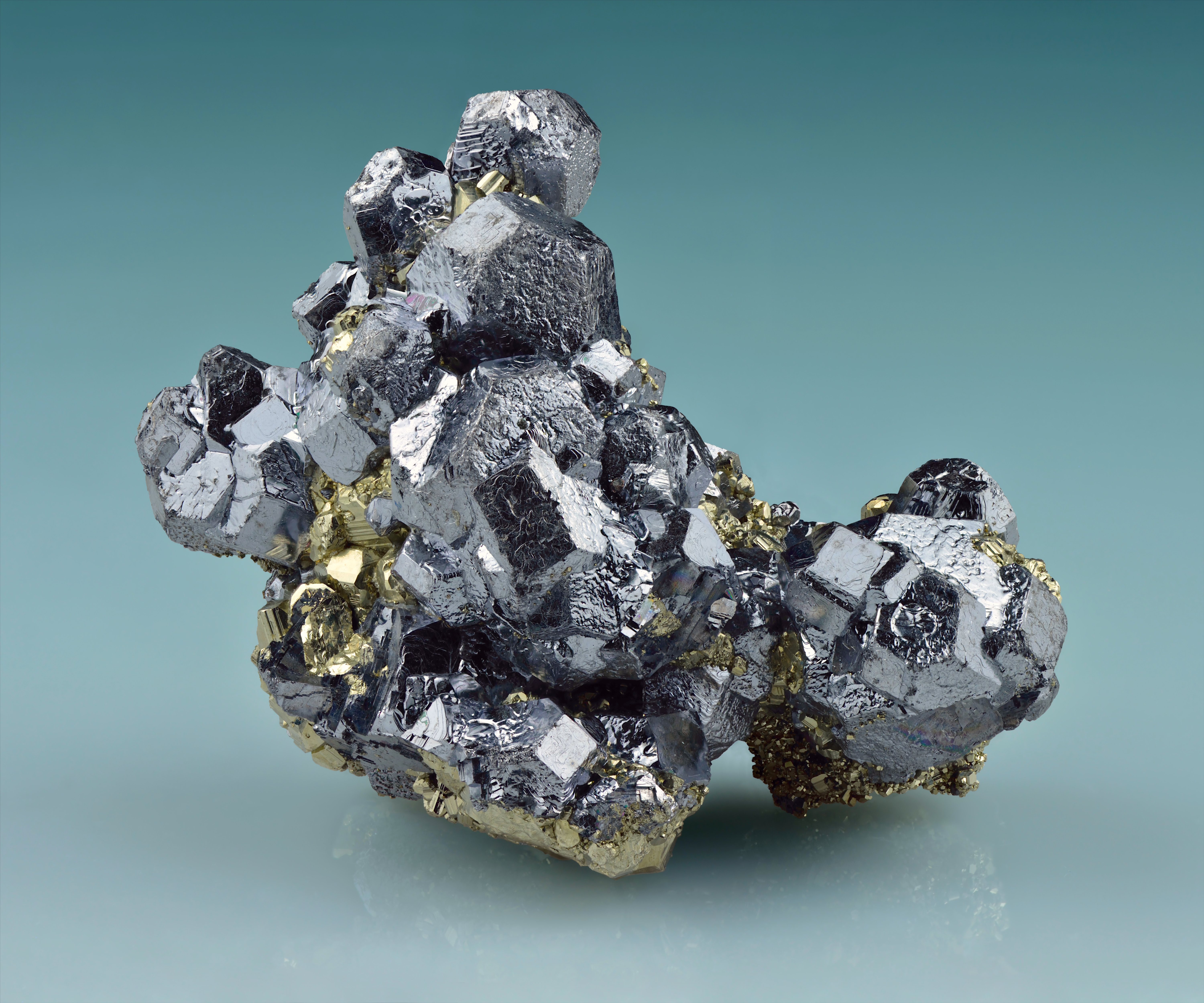
Свинцовый блеск
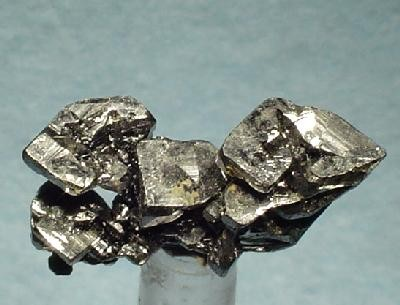
Cеребряный блеск

## Месторождения
Как правило, блески образуются и поддаются обнаружению в гидротермальных месторождениях различных температурных режимов. Локальные месторождения минералов группы блесков невозможно кодифицировать по какому-то общему признаку, поскольку они разнородны по своему составу. Они разбросаны по всей планете и соответствуют тем местам, в которых обнаруживаются руды отдельных химических элементов, образующие, в том числе, и блески, входящие в группу.
Одним из наиболее распространенных гидротермальных сульфидов и, как следствие, самым распространённым блеском является галенит (свинцовый блеск), откуда и образовалось второе название группы блесков: галеноиды. Также распространённым блеском считается и халькозин. Напротив, к числу относительно редких минералов относят кобальтин, хотя его месторождения разбросаны по всей земле от Швеции и Канады до Австралии, Конго и Марокко.